# Криштоф Корицький
Криштоф Корицький (? — † 1677) — польський і український військовий діяч.
В званні ротмістра від 1630 року на службі війська Речі Посполитої. Після поразки в битві під Корсунем Корицький разом з гуртом недобитків врятувався втечею. Згодом воював під Костянтиновом на чолі надвірного війська князя Владислава Домініка Заславського-Острозького, чисельністю 1200 кіннотників і драгунів.
Навесні 1649 року Богдан Хмельницький дає полковнику «булаву й бубни», щоб йшов у похід проти Радзивілла в Білорусь.
Бився під Зборовом і під Берестечком. Неодноразово був амбасадором у Османській імперії. В ранзі полковника брав участь у битві під Батогом де потрапив до татарського полону.
Під час Шведського потопу переметнувся на сторону шведів, отримавши від шведського короля Карла Х Густава звання генерал-майора. В 1659 році перейшов на сторону Яна II Казимира, отримавши командування над реґіментом піхоти і титул хорунжого київського. У 1660 року на чолі реґіменту німецьких піхотинців брав участь у битвах під Любаром і під Чудновом.
В 1661–1668 роках виконував функції коменданта у залогах Королівської Прусії. Під командуванням Яна III Собеського був учасником битв під Хотином (1673) і під Лисиничами (1675).